# Морозова Світлана Валентинівна
Світлана Валентинівна Морозова, до шлюбу Полуцька (біл. Святлана Валянцінаўна Марозава; нар. 22 листопада 1954, Ілля, Молодечненська область, зараз Вілейський район, Мінська область, Білорусь) — білоруська історикиня. Доктор історичних наук (2003).

## Біографія
Закінчила Гродненський педагогічний інститут (1977). Працювала вчителькою в школах Борисівського району Мінської області, з 1979 року в ГрдУ. Навчалася в аспірантурі при кафедрі історії БРСР ГрДУ (1979—1982), в 1983 року в Білоруському державному університеті захистила кандидатську дисертацію на тему «Берестейська церковна унія 1596 року і боротьба народних мас Білорусі проти національно-релігійного гніту(1596—1667 рр.)», кандидат історичних наук (1984). Проходила підготовку в докторантурі при відділі історії Білорусі 13-18 ст. Інституту історії НАНБ (1993—1996), в 2001 році в Інституті історії НАНБ захистила докторську дисертацію «Уніатська церква в етнокультурному розвитку Білорусі (1596—1839 рр.)». Пройшла наукове стажування в навчальних та науково-дослідних установах історичного профілю Мінська, Москви, Санкт-Петербурга, Варшави, Кракова, Вільнюса. Завідувачка кафедри історії Білорусі ГрДУ, професор.
У різний час викладала на історичному факультеті ГрДУ курси історії Білорусі (епоха феодалізму), джерелознавства, архівознавства, історії культури Білорусі (епоха феодалізму) і спецкурси «Історія культури Гродненщини (епоха феодалізму)», «Проблеми історії уніатської церкви Білорусі», «Уніатська церква в культурно-історичному розвитку Білорусі (1596—1839 рр.)», «Історіографія Брестської церковної унії», «Берестейська церковна унія 1596 року в історії Східної Європи (кінець XVI—XIX ст.)».

## Наукова діяльність
Напрямки наукової діяльності: конфесійна історія Білорусі кін. XVI — 1-й пол. 19 в., історія унійної церкви в Білорусі, історія Гродненщини. Член Білоруського асоціації істориків, Міжнародної асоціації білорусистів, Білоруського історичного товариства, Санкт-Петербурзького товариства історії ідей.
Авторка чотирьох книг, в тому числі монографій:
- «Уніатська церква в етнокультурному розвитку Білорусі (1596—1839 рр.)» (Гродно, 2001),
- навчального посібника «Берестейська церковна унія 1596 р в білоруському історіографії» (Гродно, 2002),
- «„Своєї віри ламати не будемо …“: Опір деунізації в Білорусі (1780—1839 роки)» (Гродно, 2014),
- двох брошур і більше 100 наукових статей з історії унійної церкви.

Виступала більш ніж на 100 міжнародних, республіканських та регіональних наукових конференціях з різних аспектів історії уніатської церкви в Білорусі. Бере участь у підготовці навчальних посібників з історії Білорусі.